# 7 hores per enamorar-te
7 hores per enamorar-te (títol original en italià, 7 ore per farti innamorare) és una pel·lícula del 2020 escrita i dirigida per Giampaolo Morelli, en el seu debut com a director. Es basa en la novel·la homònima escrita pel mateix Morelli. S'ha subtitulat al català.
Originalment, la pel·lícula s'havia de projectar als cinemes a partir del 26 de març de 2020, però, a causa de la pandèmia de la COVID-19, es va estrenar a la carta a partir del 20 d'abril. Posteriorment, també es va estrenar als cinemes el 15 de juny.